# 29745 Mareknovak
29745 Mareknovak è un asteroide della fascia principale. Scoperto nel 1999, presenta un'orbita caratterizzata da un semiasse maggiore pari a 2,2412192 UA e da un'eccentricità di 0,1531156, inclinata di 8,87571° rispetto all'eclittica.